# Wikipedia în estonă
Wikipedia în estonă (în estonă Eestikeelne Vikipeedia) este versiunea în limba estoniană a Wikipediei, și se află în prezent pe locul 45 în topul Wikipediilor, după numărul de articole.  În prezent are peste 200.000 de articole.